# Anseropoda rosacea
Anseropoda rosacea is een zeester uit de familie Asterinidae.
De wetenschappelijke naam van de soort werd in 1816 als Asterias rosacea gepubliceerd door Jean-Baptiste de Lamarck.
De soort is in de wetenschappelijke literatuur ook veel te vinden als Palmipes rosaceus, uit Zuidoost-Azië en Australië.

## Synoniemen
- Asterias luna Linnaeus, 1758[2][3]